# Olympische Sommerspiele 1936/Ringen – Freistil Leichtgewicht (Männer)
Das Freistilringen im Leichtgewicht bei den Olympischen Sommerspielen 1936 wurde vom 2. bis 4. August in der Deutschlandhalle ausgetragen. Pro Nation durfte maximal ein Athlet antreten. Das zulässige Körpergewicht eines Athleten betrug bis zu 66 kg.
Der Wettbewerb wurde nach einem Ausscheidungssystem mit Minuspunkten ausgetragen. In jeder Runde hatte jeder Athlet einen Kampf. Bei ungerader Anzahl an Athleten hatte ein Athlet ein Freilos. Der Verlierer eines Kampfes erhielt 3 Minuspunkte, wenn er durch einen Schultersieg seines Gegner unterlag oder mit 0:3 Punkten den Kampf verlor. Zwei Minuspunkte erhielt der Athlet bei einer Niederlage von 1:2 Punkten. Der Sieger erhielt einen Minuspunkt, wenn er nach Punkten gewann, und 0 Minuspunkte, wenn der Sieg durch Schultersieg erfolgte. Am Ende jeder Runde wurde jeder Athlet mit mehr als 4 Minuspunkten eliminiert.

## Zeitplan
| Datum          | Runde                           |
| -------------- | ------------------------------- |
| 2. August 1936 | Runde 1                         |
| 3. August 1936 | Runde 2                         |
| 4. August 1936 | Runde 3 Runde 4 Runde 5 Runde 6 |

## Ergebnisse

### Runde 1
| Sieger                | Nation             | Art des Sieges          | Verlierer        | Nation           |
| --------------------- | ------------------ | ----------------------- | ---------------- | ---------------- |
| Eiichi Kazama         | Japan              | Schultersieg            | Václav Brdek     | Tschechoslowakei |
| Wolfgang Ehrl         | Deutsches Reich    | Punkteentscheidung, 3–0 | Gottfried Arn    | Schweiz          |
| Harley de Witt Strong | Vereinigte Staaten | Punkteentscheidung, 2–1 | Sadık Soğancı    | Türkei           |
| Göte Melin            | Schweden           | Schultersieg            | Arthur Thompson  | Großbritannien   |
| Hermanni Pihlajamäki  | Finnland           | Schultersieg            | Jean Lalemand    | Belgien          |
| Paride Romagnoli      | Königreich Italien | Punkteentscheidung, 3–0 | Richard Garrard  | Australien       |
| Károly Kárpáti        | Ungarn             | Punkteentscheidung, 3–0 | Charles Delporte | Frankreich       |
| Aage Meyer            | Dänemark           | Schultersieg            | Howie Thomas     | Kanada           |
| Adalbert Toots        | Estland            | Freilos                 |                  |                  |

| Rang | Athlet                | Nation             | Minuspunkte |
| ---- | --------------------- | ------------------ | ----------- |
| 1    | Eiichi Kazama         | Japan              | 0           |
| 1    | Göte Melin            | Schweden           | 0           |
| 1    | Aage Meyer            | Dänemark           | 0           |
| 1    | Hermanni Pihlajamäki  | Finnland           | 0           |
| 1    | Adalbert Toots        | Estland            | 0           |
| 6    | Wolfgang Ehrl         | Deutsches Reich    | 1           |
| 6    | Károly Kárpáti        | Ungarn             | 1           |
| 6    | Paride Romagnoli      | Königreich Italien | 1           |
| 6    | Harley de Witt Strong | Vereinigte Staaten | 1           |
| 10   | Sadik Soğanli         | Türkei             | 2           |
| 11   | Gottfried Arn         | Schweiz            | 3           |
| 11   | Václav Brdek          | Tschechoslowakei   | 3           |
| 11   | Charles Delporte      | Frankreich         | 3           |
| 11   | Richard Garrard       | Australien         | 3           |
| 11   | Jean Lalemand         | Belgien            | 3           |
| 11   | Howie Thomas          | Kanada             | 3           |
| 11   | Arthur Thompson       | Großbritannien     | 3           |

### Runde 2
| Sieger                | Nation             | Art des Sieges          | Verlierer       | Nation           |
| --------------------- | ------------------ | ----------------------- | --------------- | ---------------- |
| Eiichi Kazama         | Japan              | Punkteentscheidung, 3–0 | Adalbert Toots  | Estland          |
| Wolfgang Ehrl         | Deutsches Reich    | Schultersieg            | Václav Brdek    | Tschechoslowakei |
| Harley de Witt Strong | Vereinigte Staaten | Punkteentscheidung, 3–0 | Gottfried Arn   | Schweiz          |
| Sadik Soğanli         | Türkei             | Punkteentscheidung, 3–0 | Göte Melin      | Schweden         |
| Hermanni Pihlajamäki  | Finnland           | Punkteentscheidung, 3–0 | Arthur Thompson | Großbritannien   |
| Paride Romagnoli      | Königreich Italien | Schultersieg            | Jean Lalemand   | Belgien          |
| Károly Kárpáti        | Ungarn             | Schultersieg            | Richard Garrard | Australien       |
| Charles Delporte      | Frankreich         | Schultersieg            | Aage Meyer      | Dänemark         |
| Howie Thomas          | Kanada             | Freilos                 |                 |                  |

| Rang | Athlet                | Nation             | Minuspunkte |
| ---- | --------------------- | ------------------ | ----------- |
| 1    | Wolfgang Ehrl         | Deutsches Reich    | 1           |
| 1    | Károly Kárpáti        | Ungarn             | 1           |
| 1    | Eiichi Kazama         | Japan              | 1           |
| 1    | Hermanni Pihlajamäki  | Finnland           | 1           |
| 1    | Paride Romagnoli      | Königreich Italien | 1           |
| 6    | Harley de Witt Strong | Vereinigte Staaten | 2           |
| 7    | Charles Delporte      | Frankreich         | 3           |
| 7    | Göte Melin            | Schweden           | 3           |
| 7    | Aage Meyer            | Dänemark           | 3           |
| 7    | Sadik Soğanli         | Türkei             | 3           |
| 7    | Howie Thomas          | Kanada             | 3           |
| 7    | Adalbert Toots        | Estland            | 3           |
| 13   | Gottfried Arn         | Schweiz            | 6           |
| 13   | Václav Brdek          | Tschechoslowakei   | 6           |
| 13   | Richard Garrard       | Australien         | 6           |
| 13   | Jean Lalemand         | Belgien            | 6           |
| 13   | Arthur Thompson       | Großbritannien     | 6           |

### Runde 3
| Sieger                | Nation             | Art des Sieges          | Verlierer        | Nation             |
| --------------------- | ------------------ | ----------------------- | ---------------- | ------------------ |
| Adalbert Toots        | Estland            | Punkteentscheidung, 3–0 | Howie Thomas     | Kanada             |
| Wolfgang Ehrl         | Deutsches Reich    | Schultersieg            | Eiichi Kazama    | Japan              |
| Harley de Witt Strong | Vereinigte Staaten | Punkteentscheidung, 3–0 | Göte Melin       | Schweden           |
| Hermanni Pihlajamäki  | Finnland           | Schultersieg            | Sadik Soğanli    | Türkei             |
| Károly Kárpáti        | Ungarn             | Punkteentscheidung, 3–0 | Paride Romagnoli | Königreich Italien |
| Charles Delporte      | Frankreich         | Default                 | Aage Meyer       | Dänemark           |

| Rang | Athlet                | Nation             | Minuspunkte |
| ---- | --------------------- | ------------------ | ----------- |
| 1    | Wolfgang Ehrl         | Deutsches Reich    | 1           |
| 1    | Hermanni Pihlajamäki  | Finnland           | 1           |
| 3    | Károly Kárpáti        | Ungarn             | 2           |
| 4    | Charles Delporte      | Frankreich         | 3           |
| 4    | Harley de Witt Strong | Vereinigte Staaten | 3           |
| 6    | Eiichi Kazama         | Japan              | 4           |
| 6    | Paride Romagnoli      | Königreich Italien | 4           |
| 6    | Adalbert Toots        | Estland            | 4           |
| 9    | Göte Melin            | Schweden           | 6           |
| 9    | Aage Meyer            | Dänemark           | 6           |
| 9    | Sadik Soğanli         | Türkei             | 6           |
| 9    | Howie Thomas          | Kanada             | 6           |

### Runde 4
| Sieger           | Nation          | Art des Sieges          | Verlierer             | Nation             |
| ---------------- | --------------- | ----------------------- | --------------------- | ------------------ |
| Charles Delporte | Frankreich      | Withdrew                | Adalbert Toots        | Estland            |
| Eiichi Kazama    | Japan           | Punkteentscheidung, 2–1 | Harley de Witt Strong | Vereinigte Staaten |
| Wolfgang Ehrl    | Deutsches Reich | Punkteentscheidung, 3–0 | Paride Romagnoli      | Königreich Italien |
| Károly Kárpáti   | Ungarn          | Schultersieg            | Hermanni Pihlajamäki  | Finnland           |

| Rang | Athlet                | Nation             | Minuspunkte |
| ---- | --------------------- | ------------------ | ----------- |
| 1    | Wolfgang Ehrl         | Deutsches Reich    | 2           |
| 1    | Károly Kárpáti        | Ungarn             | 2           |
| 3    | Charles Delporte      | Frankreich         | 3           |
| 4    | Hermanni Pihlajamäki  | Finnland           | 4           |
| 5    | Eiichi Kazama         | Japan              | 5           |
| 6    | Harley de Witt Strong | Vereinigte Staaten | 5           |
| 7    | Paride Romagnoli      | Königreich Italien | 7           |
| 7    | Adalbert Toots        | Estland            | 7           |

### Runde 5
| Sieger               | Nation   | Art des Sieges          | Verlierer        | Nation          |
| -------------------- | -------- | ----------------------- | ---------------- | --------------- |
| Hermanni Pihlajamäki | Finnland | Schultersieg            | Charles Delporte | Frankreich      |
| Károly Kárpáti       | Ungarn   | Punkteentscheidung, 2–1 | Wolfgang Ehrl    | Deutsches Reich |

| Rang | Athlet               | Nation          | Minuspunkte |
| ---- | -------------------- | --------------- | ----------- |
| Gold | Károly Kárpáti       | Ungarn          | 3           |
| 2    | Wolfgang Ehrl        | Deutsches Reich | 4           |
| 2    | Hermanni Pihlajamäki | Finnland        | 4           |
| 4    | Charles Delporte     | Frankreich      | 6           |

### Runde 6
| Sieger        | Nation          | Art des Sieges | Verlierer            | Nation   |
| ------------- | --------------- | -------------- | -------------------- | -------- |
| Wolfgang Ehrl | Deutsches Reich | Schultersieg   | Hermanni Pihlajamäki | Finnland |

| Rang   | Athlet               | Nation          | Minuspunkte |
| ------ | -------------------- | --------------- | ----------- |
| Silber | Wolfgang Ehrl        | Deutsches Reich | 4           |
| Bronze | Hermanni Pihlajamäki | Finnland        | 7           |